# Skwer Pionierów Wrocławskich
Skwer Pionierów Wrocławskich (Waterlooplatz) – plac i dawny skwer położony we Wrocławiu na osiedlu Nadodrze, w dawnej dzielnicy Śródmieście. Zlokalizowany jest przy ulicy Jedności Narodowej, u zbiegu z ulicą Józefa Poniatowskiego. Plac ten został zaprojektowany w 1887 roku przez A. Rappsilbera i G. v. Drabiziusa (przedsiębiorców). Wytyczony w terenie został w 1888 roku po zasypaniu odcinka starorzecza jednego z nieistniejących obecnie ramion bocznych rzeki Odry. Jego układ przestrzenny opierał się na planie trójkąta z urządzonym pośrodku skwerem. Do lat 90. XIX wieku obszar w otoczeniu placu zabudowany został kamienicami. Skwer został zlikwidowany po 1945 roku, także część kamienic uległa zniszczeniu podczas działań wojennych. Zachował się szalet miejski z około 1900 roku, wybudowany według typowego projektu z pracowni Karla Klimma (1856–1924), który pełnił funkcję architekta miejskiego w latach 1892–1924.
Niemiecka nazwa tego miejsca Waterlooplatz została zmieniona na skwer Pionierów Wrocławskich i obowiązuje jako nazwa urzędowa od 24 marca 1948 roku. Wcześniej, bo w latach 1945–1946, stosowano nieoficjalne, samowolne nazwy: plac Waterloo lub plac Jeny.